# Тигар у мојим рукама
Тигар у мојим рукама je интерактивна сликовница коју су написале и илустровале Жанет Милде и Сабина Росен. Како у поднаслову и пише, то је мала прича о масажи, едукативна сликовница примерена млађој деци, али и родитељима који желе да раде на развијању емоционалне интелигенције своје деце. Може се читати као узбудљива сликовница, али читање може и да се комбинује са масажом. На свакој страници налази се упутство за покрете, који су усклађени са фабулом.

## О ауторкама
Жанет Милде је шведска књижевница, илустраторка и графичка дизајнерка, награђена, између осталих, и плакетом Елсе Бесков, 2002.године.
Сабина Росен је дипломирана терапеуткиња-масерка, са вишегодишњим искуством у масажи у предшколским и школским установама, јер је употреба масаже у овим институцијама уобичајена у Финској.

## О сликовници
Ову причу о масажи и техникама које помажу ослобађању од стреса и осећања туге, ауторке претварају у узбудљиву дечију авантуру. Девојчици Моли угинула је маца и она је веома тужна и безвољна. Њен пријатељ, Мило, зна одличан начин да је развесели. Причом је води на метафорично путовање где Моли прелази све препреке уз тигрову помоћ и стиже до Сунчевог брега.
Ова прича је намењена свима који желе да читање књиге доживе на иновативнији начин - родитељима који желе да раде на емоционалној интелигенцији своје деце, деци која су имала или имају кућног љубимца и другима.